# Scopula roseonitens
Scopula roseonitens là một loài bướm đêm trong họ Geometridae.